# BioRID

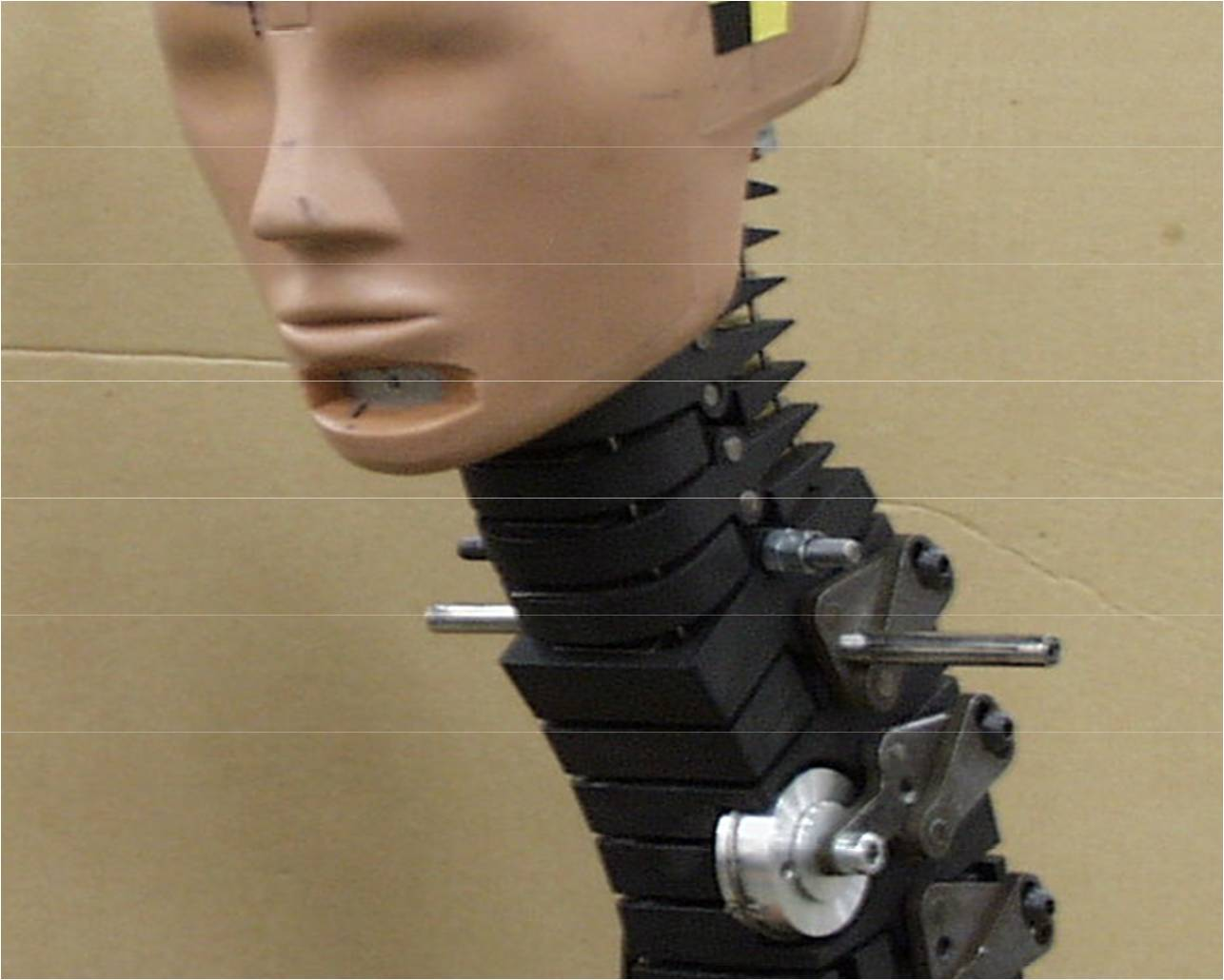

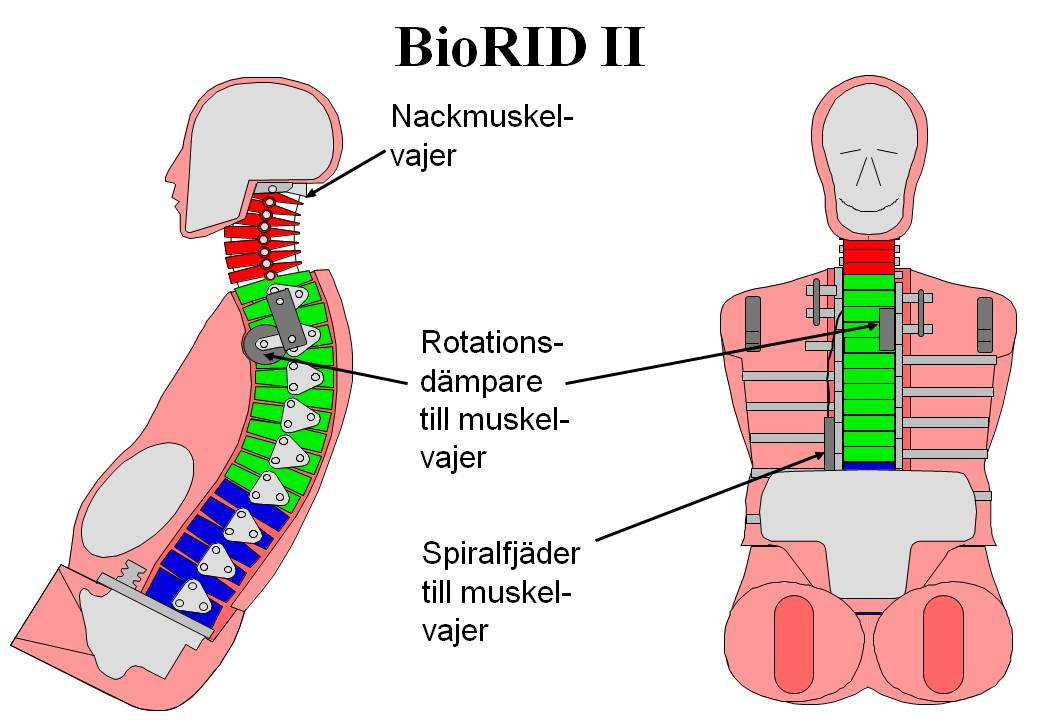

BioRID är en krockdocka som används för att testa skyddet mot halsryggskador (ofta kallad pisksnärtsskada eller whiplashskada) vid upphinnade olyckor (påkörning bakifrån) i bilar. BioRID utvecklades vid Chalmers tekniska högskola i Göteborg i samarbete med de svenska fordonsindustriföretagen Autoliv AB, Volvo Personvagnar och Saab Automobile. Dockan presenterades 1998 och används idag av det Europeiska konsumentprovningsorganet Euro NCAP.
BioRID-dockan motsvarar en genomsnittlig man i storlek och vikt. Den har en ryggrad med 24 kotsegment, 5 ländkotor, 12 bröstkotor och 7 halskotor. Ryggradens form efterliknar ryggradskurvaturen hos en bilförare som sitter i en personbil. Kotorna är förbundna med gångjärnsleder vilka tillåter böjning framåt-bakåt. Dessa leder har ett rörelseomfång och en ledstyvhet som är representativ för en människa. Halsryggen har även två par vajrar som efterliknar funktionen hos de större ytliga muskelgrupperna i människans halsrygg. Denna konstruktion möjliggör en naturtrogen retraktion och protraktion av huvudet och halsryggen i den tydliga delen av halsryggens whiplashrörelse vid en påkörning bakifrån. BioRID har armar och ben från frontalkollisionsdockan Hybrid III. Huvudet och bäckenet är modifierade Hybrid III-delar.
BioRID-dockan är konstruerad för att ge ett rörelsemönster och ett mekanisk samspel med bilstolen och huvudstödet som är representativt för en människa. Dockan är vanligtvis utrustad med ett antal accelerationsmätare (accelerometer) samt kraftmätare vid nedersta och översta halskotorna. Dessa mätdon används för att avgöra hur bra bilens inbyggda skydd mot halsryggskador fungerar.